# Saint Lucia
För andra betydelser, se Saint Lucia (olika betydelser).
Saint Lucia[uttal saknas] är ett land i Västindien som omfattar huvudsakligen den ö som har samma namn, mellan Martinique och Saint Vincent. I huvudstaden Castries finns en naturlig hamn. Ön är ungefär lika stor som Bornholm.

## Historia
På ön bosatte sig först arawakindianer och senare karibindianer, av sig själva kallade kalinago, som ursprungligen kom från Sydamerika. Dessa kallade ön Hewanorra, "där det finns iguaner". Européer började anlända till ön från början av 1500-talet, först spanjorer som gav ön sitt namn från det välkända helgonet med samma namn. Franska bosättare startade sockerrörsodlingar under 1600-talet, men övergick till brittiskt styre 1763. Frankrike och Storbritannien stred om ön som fick byta herre så ofta (totalt 14 gånger) att den kom att kallas Västindiens Sköna Helena.
Ön blev slutligen brittisk år 1814 efter kriget mot USA. Britterna fortsatte sockerrörsodlingar med stor import av afrikanska slavar till dess slaveriet avskaffades 1834. Ön ingick administrativt i de brittiska Lovartöarna och fick en första konstitution 1924 med en representativ regering. Efter att ha ingått i den misslyckade Västindiska federationen fick ön full självständighet 1979. United Workers Party, UWP, var det första politiska partiet och dess ledare John Crompton var "premier" fram till självständigheten då han också blev landets första premiärminister.

## Geografi

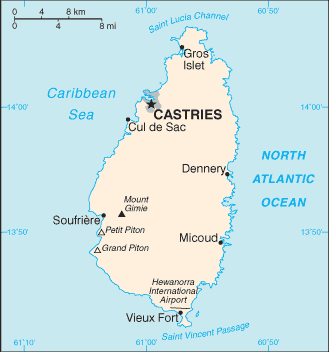
Saint Lucia

### Topografi och hydrografi
Saint Lucia, liksom öarna i dess närhet, har ett vulkaniskt ursprung. Den högsta punkten är Mount Gimie, som når 959 meter över havet. På berget finns heta svavelkällor, så kallade solfatarer, vilka gett namn åt den närliggande staden Soufrière. Floder som rinner från bergen har skapat bördiga dalgångar på öns sluttningar.

### Klimat
Klimatet på Saint Lucia är varmt och fuktigt tropiskt, med en genomsnittstemperatur vid kusten på cirka 26 °C året runt. Årsnederbörden vid kusten uppgår till omkring 1 300 mm, men i bergsområdena är den mer än dubbelt så hög.

### Växt- och djurliv
Den ursprungliga regnskogen har i stor utsträckning försvunnit och finns idag endast kvar i de otillgängliga högre områdena. Jorderosion har särskilt påverkat den norra delen av ön. Saintluciaamazonen, en papegoja som är endemisk för ön, var nära utrotning när den 1979 utsågs till nationalfågel. Sedan dess har bevarandeinsatser förbättrat artens situation.

### Naturskydd
När det gäller naturskydd fanns det år 2009 totalt 31 skyddade områden på Saint Lucia, men ingen nationalpark. Ett av områdena, Parrot Sanctuary, som inrättades 1980 och omfattar 15 km², är särskilt avsett för att skydda saintluciaamazonen.

## Styre och politik

### Författning och styre
Landet är en parlamentarisk demokrati av brittisk modell. Parlamentet består av två kammare, det folkvalda "House of Assembly" med 17 ledamöter och en senat med 11 medlemmar utnämnda av generalguvernören, som är den formella statschefens, kung Charles III, representant. Det finns två betydande partier, det mer konservativa United Workers Party, UWP och det mer socialdemokratiska St Lucia Labour Party, SLP.

### Administrativ indelning
Saint Lucia är indelat i 10 quarters: Anse-la-Raye, Canaries, Castries, Choiseul, Dennery, Gros-Islet, Laborie, Micoud, Soufrière och Vieux-Fort.

### Politik
Det politiska landskapet på Saint Lucia domineras av två partier: det konservativa United Workers' Party (UWP) och det socialdemokratiska Saint Lucia Labour Party (SLP).
I valet i maj 1997 vann SLP en övertygande seger med 16 av de 17 platserna i underhuset och kunde efter 15 år i opposition åter bilda regering. Kenny Anthony blev då premiärminister. År 2006 återtog UWP makten efter en klar seger, och partiets ledare John Compton blev åter premiärminister. Compton hade varit en central politisk figur på Saint Lucia sedan 1964 och blev landets första premiärminister efter självständigheten 1979, en position han innehade även mellan 1982 och 1996. Efter hans bortgång i september 2007 tog Stephenson King över som premiärminister.
SLP och Kenny Anthony återtog regeringsmakten i valet 2011 men förlorade återigen 2016 till UWP, då Allen Chastanet  blev premiärminister. Valet 2021 resulterade i ännu ett maktskifte, och SLP:s Philip J. Pierre  tog över som regeringschef. Av de 17 invalda parlamentsledamöterna vid detta val var två kvinnor, motsvarande 12 procent.

### Internationella relationer
Landet är en aktiv medlem i CARICOM och den subregionala samarbetsorganisationen OECS, Organization of Eastern Caribbean States.

### Försvar
Saint Lucia saknar egna militära styrkor men har en polisstyrka som inkluderar en specialenhet och en kustbevakning. Landet är också medlem i det Regionala Säkerhetssystemet (RSS), som upprättades 1982 av de självständiga staterna i regionen för att samarbeta kring säkerhetsfrågor.

## Ekonomi och infrastruktur

### Näringsliv
St Lucias ekonomi är mycket beroende av turismen, som står för en helt dominerande del (2/3) av ekonomin.
Även bananindustrin är mycket viktig för Saint Lucia, men ändrade införselregler till EU och en ökad konkurrens från Latinamerika har gjort det nödvändigt för landet att hitta andra näringsgrenar. Man har lyckats locka till sig utländska investeringar, speciellt inom bankverksamhet och turism, bland annat var man med och arrangerade VM i endagscricket 2007 för landslag. Man har också den mest varierade tillverkningsindustrin i östra Västindien. 

#### Jord- och skogsbruk, fiske
Sockerrör var tidigare den viktigaste grödan på Saint Lucia, men produktionen upphörde helt 1964 när större delen av odlingsfälten omvandlades till bananplantager. I dag är bananer den främsta grödan. Andra viktiga jordbruksprodukter inkluderar kokosnötter, kakao, citrusfrukter, andra frukter, kryddor, kassava och jams. Ön har även en stabil lokal fiskeindustri.

#### Energi
All elektricitet produceras av fossila bränslen.

#### Industri
Saint Lucias tillverkningsindustri har dragit stor nytta av det amerikanska Caribbean Basin Initiative, ett program som syftar till att främja industrin i regionen. En industrifri zon har upprättats i södra delen av ön nära Vieux Fort, där fabriker tillverkar och exporterar elektronik och leksaker. Andra industrier på ön producerar bland annat kartonger, kläder, rom, tobaksprodukter, kokosprodukter, betongblock och öl. Turismen har utvecklats snabbt sedan 1970-talet, och 1987 öppnades ett kryssningsfartygskomplex nära Castries.

### Handel
På 1960-talet ersattes sockret som den viktigaste exportvaran av bananer. Under 1990-talet påverkades bananindustrin negativt av ökad konkurrens och sjunkande priser. Efter självständigheten fick Saint Lucia förmånliga priser på sina bananer genom ett avtal med Storbritannien, men detta avtal upphävdes eftersom det strider mot EU:s handelspolicy.
Saint Lucias främsta handelspartner är Storbritannien och USA, samt de övriga länderna inom Karibiska gemenskapen (CARICOM) och den mindre organisationen  Organisationen för östkaribiska stater (OECS).

### Infrastruktur

#### Transporter
Hewanorras internationella flygplats på södra delen av ön är den största av öns två flygplatser.

## Befolkning

### Demografi

#### Större städer
Saint Lucia har en något högre befolkningstillväxt än genomsnittet för Karibien. De största befolkningscentrumen är Castries och Vieux Fort. Andra större städer är Micoud och Soufrière.

#### Minoriteter
Inget av de ursprungliga karibfolken finns kvar på ön; den största delen av befolkningen är svarta, med en liten minoritet av mulatter och andra blandningar. Resterande invånare är vita eller av östindiskt ursprung.

### Språk
De flesta talar en fransk patois, men engelska, som är det officiella språket, ersätter gradvis detta. Invånarna talar engelska med turister och andra besökare, men franskbaserad kreol med varandra.

### Religion
Den dominerande religionen är romersk-katolicism, och sjundedagsadventister samt andra protestantiska grupper utgör viktiga minoriteter.

## Kultur
En medborgare från St Lucia har förlänats Nobelpris, nämligen Derek Walcott som tilldelades Nobelpriset i litteratur 1992. Arthur Lewis tilldelades år 1979 Sveriges riksbanks pris i ekonomisk vetenskap till Alfred Nobels minne.

## Internationella rankningar
| Organisation                                | Undersökning                   | Rankning  |
| ------------------------------------------- | ------------------------------ | --------- |
| Heritage Foundation/The Wall Street Journal | Index of Economic Freedom 2019 | 38 av 180 |
| Reportrar utan gränser                      | Pressfrihetsindex 2019         | N/A       |
| Transparency International                  | Korruptionsindex 2018          | 50 av 180 |
| FN:s utvecklingsprogram                     | Human Development Index 2018   | 89 av 189 |